# Fichte-Gymnasium Hagen
Das Fichte-Gymnasium Hagen ist ein städtisches Gymnasium der Stadt Hagen. Das Gymnasium besteht seit mehr als 200 Jahren, ist das älteste Gymnasium in der Stadt Hagen und wird von knapp 900 Schülern besucht. Diese werden von knapp 70 Lehrkräften unterrichtet.
Das Fichte-Gymnasium Hagen ist im Besitz des Siegels der Individuellen Förderung. Weiterhin ist die Schule Mitglied des Verein mathematisch-naturwissenschaftlicher Excellence-Center an Schulen (MINT-EC). Es gibt in jeder Jahrgangsstufe der Unterstufe jeweils eine MINT-EC-Klasse, welche speziell in den naturwissenschaftlichen Fächern unterrichtet wird.

## Geschichte
Gegründet wurde das heutige Gymnasium auf Initiative des damaligen Hagener Pastors J. F. Dahlenkamp, als eine Art Schulrat im Auftrag der Preußischen Regierung, am 4. November 1799 als die „Handlungs-, Bürger- und Lateinschule“ am Ende des sogenannten „pädagogischen Jahrhunderts“. Für sein Vorhaben suchte er Mitstreiter, vorzugsweise einheimische Fabrikanten, Gewerbetreibende, Kaufleute und Bürger der Stadt Hagen, welche im Hinblick auf die sich rasch entwickelnde Wirtschaft ein Interesse daran hatten, dass die Kinder nicht länger in weiter entfernten Städten unterrichtet werden mussten. Die nötige Bildung sollte in einer eigenen städtischen Schule vermittelt werden. Hagen besaß seit 3. September 1746 Stadtrecht, und man begann zunächst mit 40 Schülern, die von fünf Lehrern unterrichtet wurden. Der gesamte Unterrichtsplan umfasste hierbei 16 Fächer, darunter Deutsch, Mathematik, Latein, Französisch, Englisch, Geschichte, Erdkunde und Zeichnen, sowie auch für damalige Verhältnisse ungewöhnliche Fächer wie Buchhaltung, Fechten und Tanzen.
Die ersten Jahre verliefen aufgrund organisatorischer und finanzieller Probleme kompliziert, was sich erst in der zweiten Hälfte des 19. Jahrhunderts durch einen starken wirtschaftlichen Aufschwung und eines rapiden Anstiegs der Einwohnerzahl änderte. Unter Leitung des damaligen Bürgermeisters Johann Diedrich Friedrich Schmidt vollzog die Stadt eine Reorganisation der Schule und engagierten mit Heinrich Stahlberg einen Schulleiter mit Weitsicht. Unter seiner Leitung wurde die Schule bis 1895 zu einem Realgymnasium, mit 400 Schülern und 25 Lehrern ausgebaut. 1877 wurde das Gebäude am jetzigen Standort in der Bergstraße bezogen, und 1882 erfolgte die ministerielle Anerkennung als „Realgymnasium und Gymnasium“. 1883 wurden in der Bildungseinrichtung die ersten Abiturprüfungen abgelegt.
Am Ende des 19. Jahrhunderts genoss die „Doppelanstalt“ eine herausragende Reputation mit hoher gesellschaftlicher Akzeptanz und galt als die maßgebende Bildungsstätte der Stadt. Während der Kaiserzeit war die Schule in das obrigkeitliche Herrschaftssystem eingebunden und vermittelte die üblichen Leitideen wie Erziehung zu Gottesfurcht und Sittlichkeit sowie Liebe zum Deutschen Kaiser und dem Vaterland. Daneben hatten die Fächer Deutsch, Mathematik und Latein den höchsten fachlichen Anteil.
Mit Beginn des Ersten Weltkriegs wurde das Gymnasium vorübergehend in eine Kaserne umgewandelt. Viele Schüler wurden auch bei Kriegssammlungen eingesetzt und die über 16-Jährigen wurden Mitglieder der Jugendwehr. Nicht wenige Primaner legten eine Notreifeprüfung ab und wurden als sogenannte „Freiwillige“ an die Front geschickt. 1918 wurde mit dem Ende des Ersten Weltkrieges und der Umwandlung der kaiserlichen Monarchie in eine parlamentarische Demokratie auch das Schulwesen reformiert. Erstmals wurden Elternbeiräte und Schülervertretungen zugelassen und gebildet, welche aufgerufen waren, die Zusammenarbeit zwischen Schule und Elternhaus aktiv zu fördern. Die Schülervertretungen galten auch als Übungsfeld politischer Handlungsformen, wobei eine mitverantwortende Gestaltung der Schule durch die Schüler nicht erreicht wurde, sondern diese sich auf eine beschränkte Diskussionsmöglichkeit auf dem Wege zur Verwirklichung des Gemeinschaftsgefühls beschränken musste. Dennoch legte der damalige Leiter der Schule, Dr. Walther Hohmann, einen besonderen Wert auf die Pflege der Kontakte zu den beiden demokratisch gewählten Vertretungen. Der Errichtung eines Schülerrates, als demokratisch legitimierter Vertretung der gesamten Schülerschaft, widersprachen die Schüler jedoch und organisierten einen Schülerstreik, der auch die Entfernung der Kaiserporträts aus der Aula verhindern sollte. An diesem Beispiel zeigte sich, dass auch die Schülerschaft den obrigkeitsstaatlichen Strukturen der Kaiserzeit noch zutiefst verbunden war.
Mit dem Machtantritt der Nationalsozialisten veränderte sich auch an diesem Gymnasium der gesamte Schulalltag. Die zu vermittelnden Wertvorstellungen hießen nicht mehr Gerechtigkeit, Freiheit, Mündigkeit, sondern „Volk und Vaterland, Blut und Boden, Ehre und Treue“. Damit erhielt auch diese Schule Inhalte, u. a. die Erziehung zum ‘nationalsozialistischen’ Menschen, die man sich nach heutigen Gesichtspunkten nicht durch rationale Überlegungen aneignen konnte, sondern eine „Verinnerlichung“ dieser „Glaubenswahrheiten“ bedeutete. Ein geordneter, klassischer Unterricht im engeren Sinne, so wie er sich seit der Gründung der Schule hier entwickelt hatte, fand in den folgenden Jahren nicht mehr statt. Vielmehr wurden die Vermittlung der Ideologie des Nationalsozialismus und auch die mentale Vorbereitung der Schüler auf den Zweiten Weltkrieg vordergründige „Bildungsthemen“. 1938 erhielt die Einrichtung den Namenszusatz „Fichte“. Bereits ein Jahr später, mit dem Überfall auf Polen im September 1939, wurden zunächst die männlichen Lehrer und kurze Zeit später auch die älteren Schüler als Soldaten in die Wehrmacht einberufen. Die jüngeren Schüler wurden zu Kriegszwecken eingesetzt. 1943 wurde das Schulgebäude an der Bergstraße im Rahmen der zahlreichen alliierten Bombenangriffe auf die Stadt schwer beschädigt.
Nach dem Ende des Zweiten Weltkrieges fehlten daher zur Bewältigung des schulischen Alltags vor allem Räume, Mobiliar, Heizmaterial, Lehrbücher und Lehrer. 1948 wurde der behelfsmäßige Schulbetrieb an der Bergstraße wieder aufgenommen, welcher zum Teil im Schichtbetrieb erfolgte, da auch neben der früheren Fichte-Schule hier die ehemalige Jahn-Oberschule untergebracht werden musste. Das Provisorium entwickelte sich in den folgenden 16 Jahren durch einen umfangreichen Schulbetrieb zu einer Einrichtung mit völlig unzureichenden Räumlichkeiten. Die Schülerzahl stieg zeitweise auf über 1000 Schüler. 1965 wurde daher der mathematisch-naturwissenschaftliche Zweig in das neugegründete Theodor-Heuss-Gymnasium verlegt, welches in einem neuerrichteten Gebäude eingerichtet worden war. Nach der Abtrennung verblieben im Fichte-Gymnasium etwa 700 Schüler und diese Einrichtung wird seitdem mit dem Schwerpunkt Neusprachen ohne Latein, als städtisches Fichte-Gymnasium der Stadt Hagen weitergeführt. In den 1980er Jahren ging die Schülerzahl aus demografischen Gründen zurück, nahm jedoch in den 1990er Jahren wieder auf über 800 zu. Derzeit werden ca. 1000 Schüler an diesem Gymnasium unterrichtet.

## Schule
In der Sekundarstufe I wurde zur Zeiten des G8-Modells in den Jahrgangsstufen 5–9 in 4, selten 5 Klassen unterrichtet. Mit dem G9-Modell ist man zu 3 Einheiten zurückgekehrt. Eine Klasse besteht aus durchschnittlich 31 Schüler und Schülerinnen. Am Ende der Jahrgangsstufe 5 muss der Schüler sich entweder für das Fach Latein oder für das Fach Französisch entscheiden. Ein Schüler kann natürlich beide Fächer belegen, siehe folgender Abschnitt „Drehtür-Modell“. Am Ende der Jahrgangsstufe 7 wird das Wahlpflichtfach II gewählt. Angeboten werden hier Kunst, Bio-Chemie, Zukunftstechnologie, englische Literatur und, sofern noch nicht gewählt, Französisch. Neben diesen Fächern kann auch Informatik oder Mathe am PC gewählt werden, wobei jedoch nur eins von beiden zustande kommt. Bei Mathe am PC liegt der Schwerpunkt des Unterrichts mehr auf Mathematik. Am Ende der Jahrgangsstufe 9 finden die Oberstufenwahlen statt. In der Sekundarstufe II kann nach der Einführungsphase die Mittlere Reife erworben werden. Mit einer glatt ausreichenden Leistung kann auch nach der Einführungsphase das Latinum erworben werden. Danach beginnt die Qualifikationsphase 1. Ab der Qualifikationsphase 1 wird jeder Punkt gezählt. Außerdem tritt mit der Qualifikationsphase 1 (Q1) der Leistungskurs ein. Nach dem erfolgreichen Abschluss der Qualifikationsphase 2 (Q2) hat man mit dem Abitur die allgemeine Hochschulreife erworben.
Bis 2012 wurde am Fichte-Gymnasium nach dem 45-Minuten-Modell unterrichtet. Zusammen mit dem Ricarda-Huch-Gymnasium wurde auf das 67,5-Minuten-Modell umgestellt. Um die Anzahl von Nachmittagsstunden zu verkleinern, wird seit dem Schuljahr 2014/2015 in der Sekundarstufe I nach dem 70-Minuten-Modell unterrichtet, während die Sekundarstufe II weiterhin 67,5-Minuten-Stunden hat. Wegen der unterschiedlichen Start- und Endzeiten der Unterrichtsstunden wurde die Schulklingel abgeschaltet.

### Drehtür-Modell
Auf dem Fichte-Gymnasium existiert ein sog. Drehtür-Modell, in dem besonders sprachbegabte Schüler, ab der Klasse 6 gleichzeitig Französisch und Latein lernen.

Da es zwei Unterrichtsstunden Latein/Französisch pro Woche gibt, geht der Schüler einmal in das eine, das andere Mal in das andere Fach und lässt sich von einem Mitschüler den verpassten Unterrichtsstoff nachreichen.

## Gebäude, Gelände und Umgebung

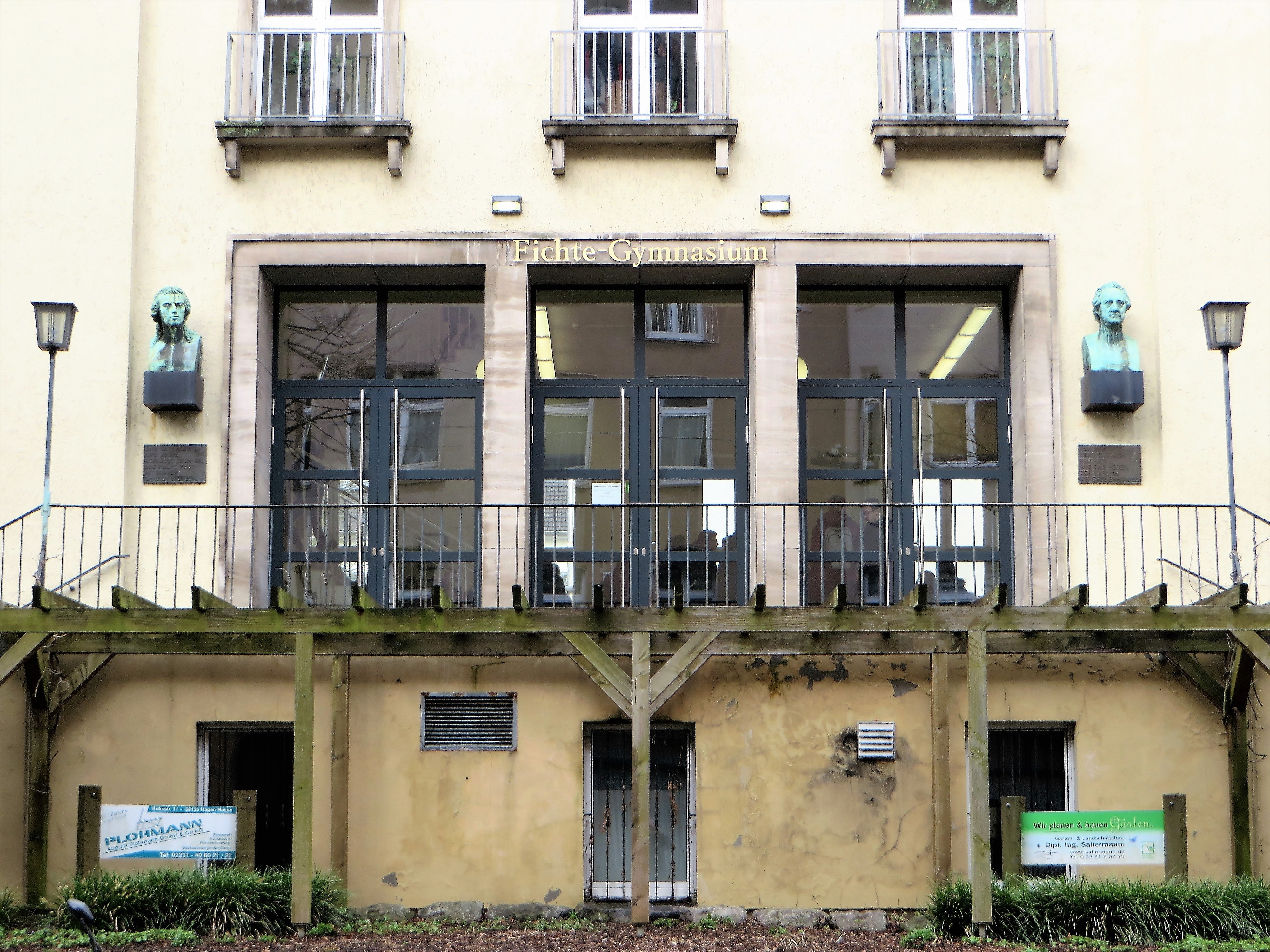
Haupteingang Fichte-Gymnasium

Das Gymnasium besteht aus zwei Gebäuden. Das Gebäude, dessen Haupteingang an der Goldbergstraße liegt und das Sekretariat und das Schulleiterbüro beherbergt, wird „Hauptgebäude“ genannt. In diesem Gebäude befinden sich auch der Computerraum, die naturwissenschaftlichen Fachbereich (von unten nach oben: Physik, Biologie, Chemie), die Hausaufgabenbetreuung und der sog. „Lichthof“.
Daneben gibt es das „Postgebäude“, in welchem sich die Fachbereiche Kunst und Musik befinden. Ebenfalls gibt es vom Postgebäude Zugang zur Aula. Direkt neben dem Postgebäude liegen außerdem die Turnhallen.
Seit 2010 gibt es mit einer Doppelstockbrücke („Übergang“) eine Verbindung zwischen diesen Gebäuden, in dieser befinden sich auch Unterrichtsräume. Direkt unter der Brücke wurde die Mensa gebaut.
Die Schule besitzt zwei Schulhöfe, wovon einer erst zum Schuljahr 2014/2015 in Betrieb genommen wurde, dieser besteht aus dem ehemaligen Parkplatz des zum Altenheim umgebauten Willy-Weyer-Bad. Die Schulhöfe sind über die Laufbahn verbunden, die einst die Trasse der Volmetalbahn war.
Weiter befinden sich in der Nähe des Gymnasiums das Cuno-Berufskolleg, das Allgemeine Krankenhaus Hagen, die Emil-Schumacher- und Karl-Ernst-Osthaus-Museen sowie die Hagener Innenstadt.
Direkt neben dem Gymnasium befindet sich die Bushaltestelle „Fichte-Gymnasium“, die von den Linien 521 und 525 der Hagener Straßenbahn AG bedient wird. Nach einem fünfminütigen Fußlauf ist außerdem die zentrale Umsteigehaltestelle „Volme Galerie / Stadtmitte“ im Herzen der Innenstadt erreicht.

## Qualitätsanalyse für Schulen in Nordrhein-Westfalen
Nachdem im August 2006 für alle Schulen im Bundesland Nordrhein-Westfalen eine Qualitätsanalyse eingeführt wurde, welche das Ziel verfolgt, die Qualität von Schulen zu sichern und nachhaltige Impulse für deren Weiterentwicklung zu geben, konnte in dieser Analyse im Zeitraum vom 8. bis 11. November 2010 an das Fichte-Gymnasium dreizehnmal die Notenstufe 4 und zwölfmal die Stufe 3 vergeben werden. Dieses Ergebnis bedeutet, dass mit der Notenstufe 4 die höchste Bewertungsstufe mehrheitlich vertreten ist. Erwähnenswert ist hierbei, dass zum Beispiel die Bewertung der Kategorien „Individuelle Förderung und Unterstützung“, „Schülerberatung/Schülerbetreuung“, „Schulprogramm“ und „Zufriedenheit der Beteiligten“ mit dieser bewertet wurden. Damit zählt die Schule zu den besten 20 % der bisher analysierten Schulen in NRW. Auch die berufliche Kompetenz des Kollegiums und deren konsequente Weiterentwicklungen, sowie die Führungsverantwortung der Schulleitung, wurden mehrheitlich mit der Bestnote honoriert.

## Ökologische Langzeitprojekte
Im Mai 1998 wurde auf dem Dach der Schule eine Photovoltaikanlage installiert, welche als 2,2 kWp-Anlage Sonnenlicht direkt in Strom umwandelt. Diese Anlage wurde in Zusammenarbeit der Schüler mit örtlichen Wirtschaftsunternehmen errichtet und im Sommer 2010 durch eine zweite Anlage ergänzt. Das Projekt ist mehrfach prämiert.

## Partnerschaften

### Wirtschaftliche Partnerschaft
Seit Anfang 2009 wird eine Partnerschaft mit der Kostal Industrie Elektrik GmbH, einem Tochterunternehmen der Kostal-Gruppe, gepflegt. Hierbei stellt das Unternehmen soweit möglich, jährlich ein bis zwei Praktikumsplätze zur Verfügung, betreut bis zu drei Facharbeiten im Bereich Physik und Sozialwissenschaften und beteiligt sich als zu besuchendes Unternehmen am jährlichen Girls’ und Boys’ Day.

### Schulische Partnerschaften
Schulpartnerschaften, die auch den gegenseitigen Schüleraustausch beinhalten, werden mit dem Lycée/Collège St. Pierre – Notre Dame im französischen Abbeville und seit 1991 mit dem Prshevalski-Gymnasium im russischen Smolensk gepflegt.
Weiterhin kooperiert das Gymnasium seit 2004 mit der Fachhochschule Südwestfalen. Hierbei hat sich für beide Seiten eine konstruktive Zusammenarbeit entwickelt. Die Fachhochschule unterstützt das Fichte-Gymnasium bei Projekten, bietet den Raum für außerschulische Lernorte und stellt sich als Partner im Rahmen der Studien- und Berufsinformation dar.

## Wettbewerbe
Schüler des Fichte-Gymnasium haben erfolgreich am seit 2000 jährlich stattfindenden „Diercke Wissen“-Wettbewerb, dem anlässlich des Jahres der Chemie durch die Chemische Industrie initiierten Wettbewerb „H2O – mach’s bunt“ und am bundesweiten Lesewettstreit des Deutschen Buchhandels Vorlesewettbewerb 2010/2011 teilgenommen.
Weiterhin wurden im September 2010 drei Schüler des Gymnasiums mit dem durch die Hans-Riegel-Stiftung und die Ruhr-Universität Bochum vergebenen Hans-Riegel-Fachpreise für herausragende Leistungen bei naturwissenschaftlichen Facharbeiten geehrt.
Zudem nimmt das Fichte-Gymnasium an dem Englischwettbewerb The Big Challenge und dem Känguru der Mathematik teil.

## Persönlichkeiten
Folgende bekannte Schüler besuchten die Schule:
- Harald Dickertmann (1909–1994), Bundesrichter
- Herbert Reinecker (1914–2007), deutscher Drehbuchautor und Schriftsteller
- Dieter Haak (1938–2012), Politiker
- Rupert Neudeck (1939–2016), Aktivist
- Andreas Kleinert (* 1940), Wissenschaftshistoriker
- Manfred Markus (* 1941), Anglist
- Jörg Trapp (1942–2022), Basketballtrainer
- Hartwig Masuch (* 1954), Musikproduzent
- Uwe Voehl (* 1959), Autor
- Tatjana Festerling (* 1964), Rechtspopulistin und Aktivistin
- Erik O. Schulz (* 1965), derzeitiger Oberbürgermeister der Stadt Hagen

Folgende bekannte Personen lehrten an der Schule:
- Theodor Ellbracht (1893–1958), Philologe und Schriftsteller, im Jahre 1918.